# آکسل تول
آکسل تول (به آلمانی: Axel Tyll) بازیکن فوتبال و مدافع اهل آلمان شرقی بود که از سال ۱۹۷۳ میلادی عضو تیم ملی فوتبال آلمان شرقی بوده‌است. وی در ۴ بازی ملی حضور داشته و در بازی‌های ملی‌اش گلی به ثمر نرساند. آکسل تول آخرین بازی ملی خود را در سال ۱۹۷۵ میلادی انجام داد.